# 폴란드-오스만 전쟁 (1633년~1634년)
1633년-1634년 폴란드-오스만 전쟁은 폴란드-리투아니아 연방이 오스만 제국과 그 봉신(Vassal)들과 벌인 일련의 주요 분쟁을 말한다.

## 배경
메흐메트 아바지(Mehmed Abazy)는 실리스트리아(Sylistria; 현 불가리아 실리스트라(Silistra))의 총독이었다. 1632년 폴란드-리투아니아 연방의 왕 지그문트 3세 바사(Zygmunt III Waza, 1566-1632)가 죽자, 러시아는 휴전을 깨고 폴란드와 전쟁을 벌였다.(스몰렌스크 전쟁(Smolensk War), 1632-1634) 아바지는 그의 군대를 소집하고 몰다비아(Moldavia), 왈라키아(Wallachia), (부자크 호드(Budjak Horde)의) 노가이 타타르(Nogai Tatar)군을 지원병으로 소집했다.
아바지는 술탄과 대 비지르(Grand Vizier)가 사파비조와 전쟁(1623-1639)을 치르느라 정신없는 틈을 타 비밀리에 일을 추진하려고 했던 것 같다. 술탄 무라드 4세(Murad IV, 1612-1640)는 아바지의 행동을 알았지만 암묵적으로 원정에 동의했다.

## 1633년
1633년 6월 29일, 10,000여명의 타타르군이 카미에니에츠 포돌스키(Kamieniec Podolski)를 습격했다. 습격이 끝난 뒤 타타르군은 약탈물과 포로를 데리고 몰다비아로 돌아갔다. 우크라이나 바르(Bar)에 있던 헤트만 스타니스와프 코니에츠폴스키(Stanisław Koniecpolski, 1590/1594-1646)는 소식을 듣고 기병 2,000명과 함께 즉시 추격에 나섰다. 코니에츠폴스키는 드네스트르강(Dniester River)을 넘어 제1차 폴란드-오스만 전쟁의 전장이었던 몰다비아로 진격했다(몰다비아 마그나트 전쟁). 타타르군은 안전한 곳에 진입했다고 여기고 이동 속도를 줄였다. 덕분에 폴란드군은 7월 4일에 프루트강(Prut River) 부근에 위치한 Sasowy Róg에서 타타르군을 따라 잡을 수 있었다. 폴란드군은 타타르군을 격파했고 많은 수의 타타르군을 죽이거나 사로잡았다. 살아남은 타타르군은 뿔뿔이 흩어졌다. 포로 중엔 '피의 검'이라고 불리던 테미르 칸(Khan Temir)의 상속자(테미르 칸, 칸티미르-부자크 호드의 수령, 사나운 노가이 타타르의 지도자로 알려져 있다)등 높은 계급의 인물들도 있었다. 대부분의 전리품인 소와 말등을 다시 되찾았다.
이 때, 이 지역에 많은 정보망을 구축해 놓았던 코니에츠폴스키는 아바지의 계획을 알게 됐다. 그는 드네스트르 강 좌안으로 돌아온 뒤 카미에니에츠 포돌스키 부근에 요새를 건설하기 시작했다. 또 자신 휘하에 3,000명의 정규군을 지원병으로 요청했다.(코사크군과 사병(私兵) 8,000병이 도착했다) 9월 말, 아바지는 그의 군대와 지원군(봉신들의 군대, 5,000-10,000여명의 타타르군, 칸티미르(Kantymir)가 이끄는 노가이군)를 이끌고 진군을 시작했다. 10월 중순, 아바지의 군대는 호친(Chocim;Khotyn) 부근에 도착했고 코니에츠폴스키의 상황을 들었다. 아바지는 코니에츠폴스키를 압도하기 위해 협상을 제안했다. 날이 갈수록 술탄의 심기가 불편해질 것이 뻔했기 때문에 아바지는 계획 시행을 서둘렀다. 10월 20일, 아바지와 그의 군대는 드네스트르 강을 넘었다. 칸티미르는 공격을 시작했고 공격은 10월 21일까지 계속됐다. 10월 22일, 아바지는 총공격을 가했지만 많은 피해를 입고 격퇴당했다. 결국 아바지는 퇴각을 명했다.

## 1634년
다음해, 오스만 제국은 전쟁을 끝냈다. 하지만 다른 사건이 터졌다. 오스만 제국의 봉신인 크림 칸국의 자니베크(Canibek)가 러시아를 공격했던 것이다. 러시아군은 폴란드군과 싸우고 있었다. 폴란드령 우크라이나에는 코사크군과 코니에츠폴스키의 군대 외에 '선물'을 대가로 러시아를 공격하기 위해 모인 다수의 타타르군이 있었다. 강력한 20,000명의 타타르군은 1632년 러시아를 공격했고, 1633년엔 더욱 강력한 공격을 가했으며, 1634년에도 러시아를 공격했다.(타타르군의 공격은 1637년까지 계속된다) 1634년 6월, 타타르군은 쿠르스크(Kursk), 오렐(Orel), 므첸스크(Mtsensk)에서 작전을 펼쳤다. 이듬해엔 소(小)노가이 호드(Lesser Nogai Horde)와 아조프 호드(Azov Horde)를 공격했다. 1636년, 크림 타타르군은 재차 공격을 가했고 대(大)노가이 호드(Greater Nogai Horde)는 크림(Crimea)에 충성을 맹세했다. 러시아 남부는 황폐화되었고 도시의 인구는 줄어들었다.
한편, 폴란드-리투아니아 연방이 여러 전투에서 승리를 거두자 러시아 차르는 폴란드왕 브와디스와프 4세 바사(Władysław IV Vasa, 1595-1648)에게 평화를 간청했다. 1634년 6월, 러시아와 폴란드 사이에서 포랴노브카 조약(Treaty of Polyanovka)이 체결되었다. 이 조약으로 이전 조약을 재확인했고 브와디스와프는 차르위(位)를 포기하는 대신 많은 돈을 받았다. 그 뒤, 브와디스와프는 군의 일부를 이끌고 우크라이나 남부로 이동했다.
1634년 9월, 29,000명의 연방군은 카미에니에츠(Kamieniec)에 집결했다. 코니에츠폴스키의 확장된 정규군(비브란제카 보병대 6,500명 포함), 지방에서 고용된 용병과 마그나트들의 사병을 합쳐 5,500명의 보병과 드라군(dragoons)이 스몰렌스크에서 왕을 맞이했다. 연방은 전쟁을 준비했고, 스몰렌스크 원정을 통해 보병대 개혁의 성공을 확인한 뒤 포병대 개혁을 도입했다. 상황이 많이 변하자 술탄은 작년에 있었던 '오해'를 해명하고, 아바지의 처벌을 약속하기 위해 바르샤바에 사자를 보냈다. 아바지는 자신의 실패를 숨기기 위해 술탄에게 많은 선물을 보냈지만 이스탄불로 호송되었고 사형을 선고받았다.
평화 조약은 연장되었다. 술탄은 부자크 호드(Budjak Horde)를 쫓아내기로 약속했지만 지키지 않았다. 게다가 술탄은 아바지의 죄를 '감면'해줬고 새 실리스트리아 총독에게 어떠한 말썽도 일으키지 말라는 명을 내렸다. 1635년, 무라드 4세는 페르시아와 전쟁을 시작해 아제르바이잔(Azerbaijan), 타브리즈(Tabriz), 바그다드(Baghdad)를 점령했다.

## 같이 보기
- 스몰렌스크 전쟁
- 루테니아
- 자포로자 코자크

## 참조
- WOJNY POLSKO TURECKIE W PIERWSZEJ POŁOWIE XVII WIEKU